# Ngựa Bỉ
Ngựa Bỉ, còn được biết đến với nhiều cái tên khác như Ngựa kéo Bỉ, Ngựa Heavy Bỉ, Brabançon hoặc Brabant, là một giống ngựa kéo có nguồn gốc từ vùng Brabant của nước Bỉ thời hiện đại. Tại nơi phát xuất, giống ngựa được gọi với cái tên Cheval de belit belge (tiếng Flemish: Belgisch Trekpaard, Brabants Trekpaard hoặc Brabander). Nó là một trong những giống ngựa khỏe nhất trong nhóm ngựa nặng cân.
Các hiệp hội giống ngựa này là Société Royale Le Cheval de Trait Belge hoặc Koninklijke Maatschappij het Belgisch Trekpaard và Eleveurs Wallons du Cheval de Trait Belge hoặc Vlaamse Fokkers van het Belgisch Trekpaard.

## Đặc điểm
Ngựa kéo hạng nặng Bỉ có số đo nằm trong khoảng giữa 16,2 và 17 hand (66 và 68 inch, 168 và 173 cm). Trung bình ngựa giống này khi trưởng nặng hơn 900 kg (2.000 pound). Đầu chúng khá nhỏ và có hình dáng tốt. Ngựa Bỉ Hoa Kỳ ở Bắc Mỹ không lớn bằng ngựa Brabant châu Âu nhưng là có một hình dáng tương đồng.
Hiện tại, con ngựa cao nhất thế giới là một con ngựa của giống Ngựa kéo Bỉ tên là Big Jake, sinh ra vào năm 2000. Nó có chiều cao khi đứng đến 20,2 3⁄4 tay (82,75 inch, 210 cm).
Ngựa kéo Bỉ có kích thước lớn nhất được đặt tên là Brooklyn Supreme. Nó có cân nặng nặng 3.200 lb (1.451 kg) và chiều cao khi đứng đến 19.2 tay (78 inch, 198 cm).